# Elachista littoricola
Elachista littoricola is een vlinder uit de familie grasmineermotten (Elachistidae). De wetenschappelijke naam is voor het eerst geldig gepubliceerd in 1938 door Le Marchand.
De soort komt voor in Europa.